# John Dillermand

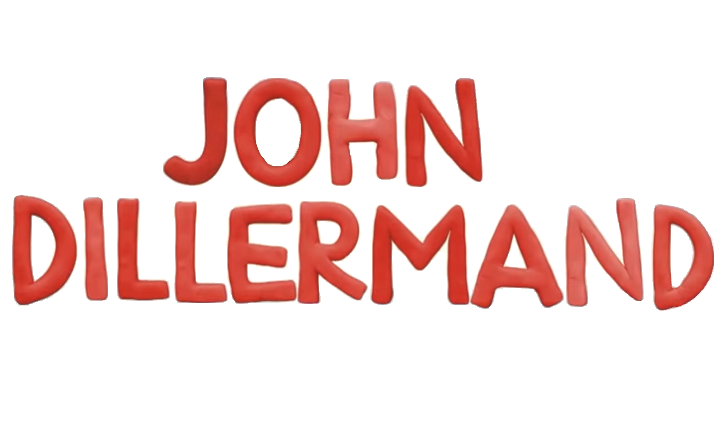
Logo du dessin animé danois John Dillermand

John Dillermand est une série danoise de télévision, en stop motion dont le héros éponyme possède un pénis incroyablement long.
Le programme se veut destiné aux enfants de 4 à 8 ans.

## Diffusion
La série est diffusée sur DR1, chaîne de télévision publique au Danemark.

## Synopsis
La série met en scène John Dillermand, dont le «pénis a des allures de queue de Marsupilami », qui utilise cet attribut pour régler divers problèmes.

## Polémique
De nombreux parents se sont indignés de la diffusion de John Dillermand
La série s’est attiré les critiques du député Morten Messerschmidt, membre du Parti populaire danois.